# Ellerton Priory

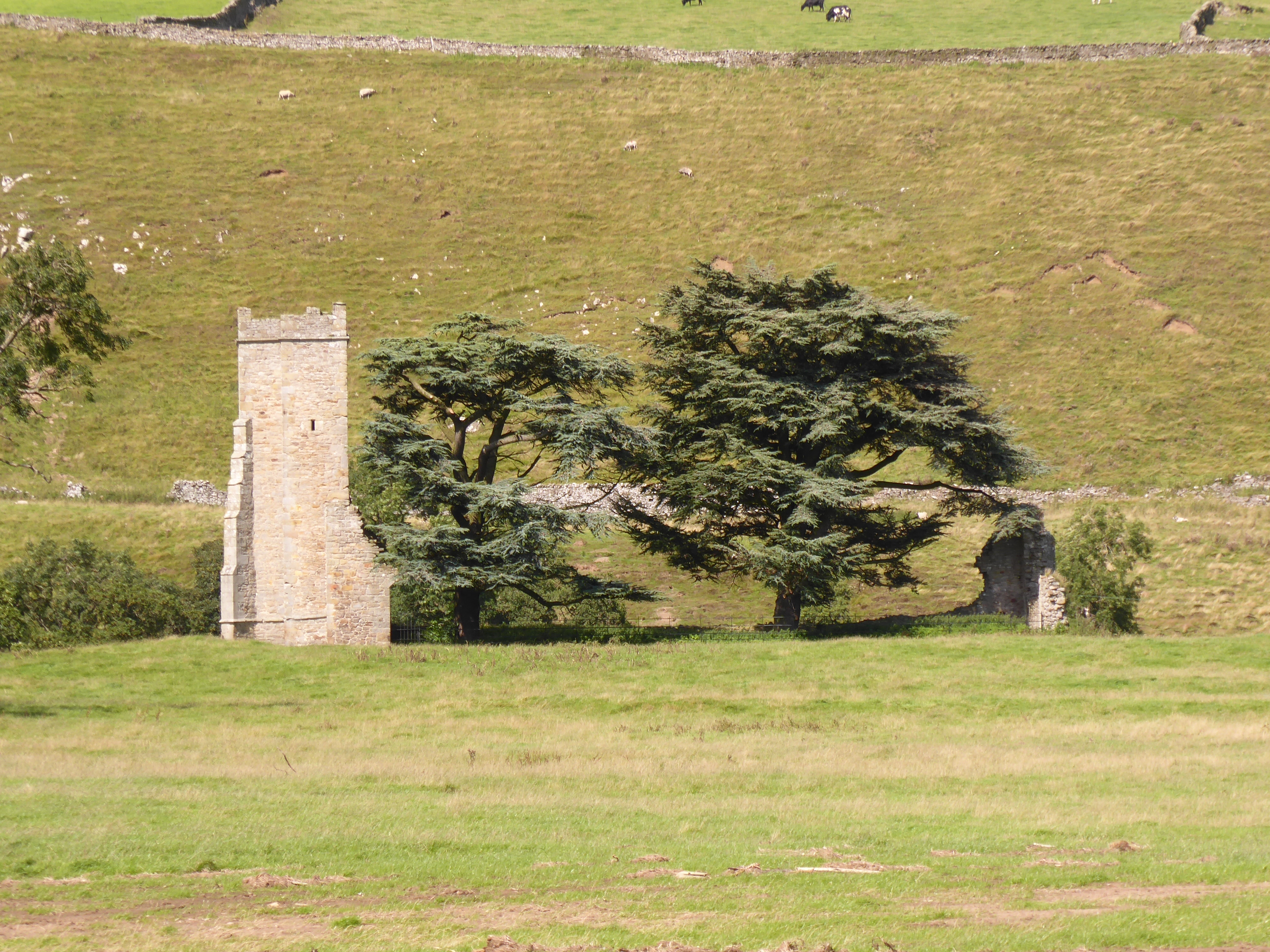
Die Ruine Ellerton Priory

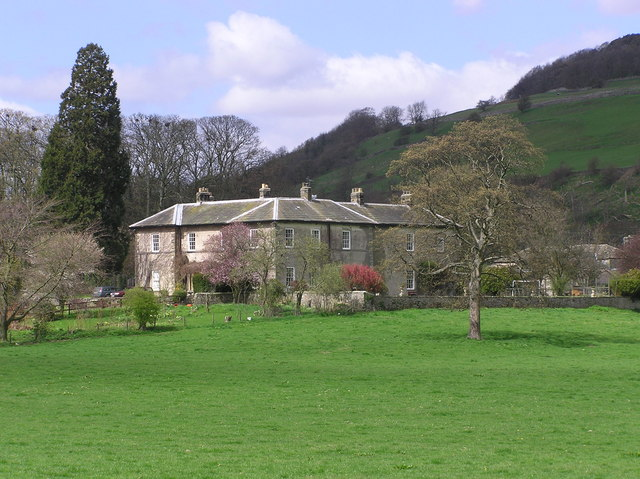
Das Herrenhaus Ellerton Abbey

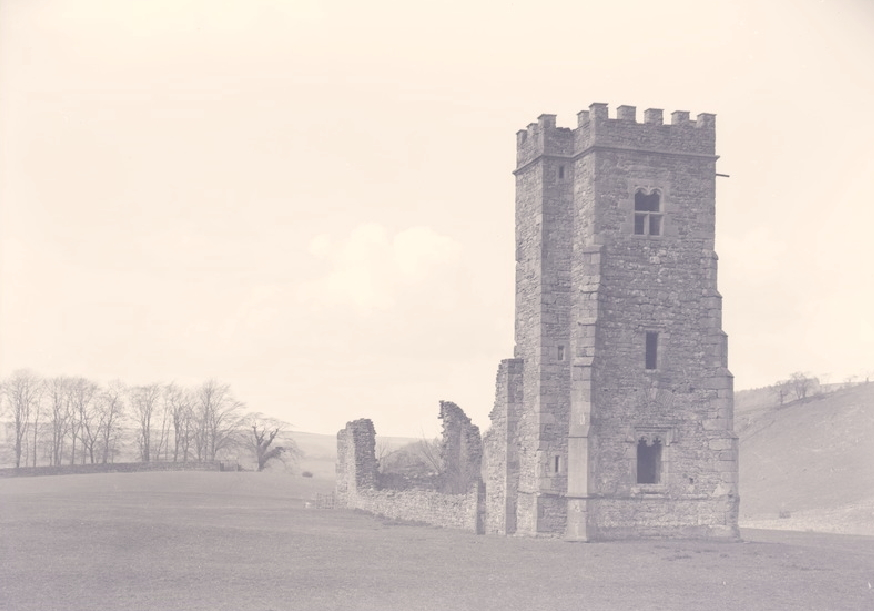
Ansicht der Ruine 1897

Ellerton Priory war ein Priorat der Zisterzienserinnen nahe Richmond (North Yorkshire) in Großbritannien. Die Klosterruine ist  als Kulturdenkmal der Kategorie Grade II eingestuft.

## Geschichte
Ellerton war ein der heiligen Maria geweihtes Priorat, das vermutlich von den Herren von Ellerton um 1200 gegründet wurde. Das Priorat war wahrscheinlich nie mit mehr als 13 Nonnen besetzt, für das Jahr 1381 sind nur fünf Konventualinnen bezeugt. Im 14. Jahrhundert war das Priorat mehrfach Ziel schottischer Überfälle. Besonders schwer war ein Überfall im Jahr 1347. Am 18. August 1536 wurde das Priorat der britischen Krone übereignet und im darauffolgenden Jahr auch formal aufgehoben.
Gebäude und Gelände des Priorates, auf dem sich ein Herrensitz entwickelte, wechselten in den folgenden Jahrhunderten mehrfach den Besitzer. Bis auf die Kirchenruine sind alle Konventsgebäude verschwunden. Der Kreuzgang, der südlich der Kirche lag, umfasste nach Grabungen 20 mal 25 Meter. Die Kirchenruine selber wurde für den Ausblick aus dem Herrenhaus im 19. Jahrhundert als romantische mittelalterliche Ruine hergerichtet.

## Wissenswertes
Die Ruine der Ellerton Priory befindet sich heute auf dem Anwesen des Herrenhauses Ellerton Abbey, das 1830 errichtet wurde. Diese Anlage war mehrfach von der BBC als Schauplatz für Dreharbeiten der Fernsehserie „Der Doktor und das liebe Vieh“ als Wohnsitz des Charakters von Mrs. Pumphrey ausgewählt worden.